# Rule
Ne doit pas être confondu avec Rule (chanson).
Albums de Anna Tsuchiya
Nudy Show!
(2008)
Singles
Rule est le 4e album d'Anna Tsuchiya, sorti sous le label MAD PRAY RECORDS le 22 septembre 2010 au Japon. Il atteint la 18e place du classement de l'Oricon. Il se vend en 5 586 exemplaires la première semaine, et reste classé pendant cinq semaines, pour un total de 10 982 exemplaires vendus.

## Liste des titres
| 1.  | Introduction                                                | 1:11 |
| 2.  | She Hates Me                                                | 3:00 |
| 3.  | Atashi                                                      | 3:52 |
| 4.  | Brave Vibration                                             | 3:37 |
| 5.  | Believe in Love                                             | 3:47 |
| 6.  | Boushoku-kei Danshi!! (PE'Z x Tsuchiya Anna) (暴食系男子!!) | 3:53 |
| 7.  | My Battle                                                   | 2:30 |
| 8.  | Never Ever                                                  | 3:17 |
| 9.  | Human Clay                                                  | 3:11 |
| 10. | Judge                                                       | 3:52 |
| 11. | Guilty                                                      | 4:14 |
| 12. | Shout in the Rain                                           | 4:42 |
| 13. | Voice Of Butterfly                                          | 4:53 |
| 14. | Hey You!                                                    | 2:39 |
| 15. | Gun! Gun! Love!                                             | 3:42 |

| 1. | Brave Vibration                              |  |
| 2. | Atashi                                       |  |
| 3. | Shout in the Rain                            |  |
| 4. | Boushoku-kei Danshi!! (PE'Z x Tsuchiya Anna) |  |
| 5. | Believe in Love                              |  |